# Сетолово
Сетолово — село Почепского района Брянской области. Административный центр Сетоловского сельского поселения.

## География
Расположено в северо-восточной части Почепского района Брянской области. По территории села протекает река Судость.

## История
По легенде, село образовано бежавшими крепостными крестьянами и изначально называлось Сетеловы, поскольку одним из основных промыслов местных жителей было рыболовство с использованием сетей.
До революции село Сетолово входило в Алексеевскую волость Мглинского уезда Черниговской губернии. В селе было 230 домов, из них один — дворянский, Мамоновых. В селе имелась православная Рождество-Богородицкая церковь, за которой были закреплены земельные угодья по правую сторону реки Судости.
В конце 1886 году была открыта трехклассная церковно-приходская школа. В 1816 году в центре села была построена церковь, которую разгромили в 1939 году. На этом месте построили школу семилетку.
В 1917 году был образован Сетоловский сельский Совет. В 1918 году, согласно Декрету о земле, земельные угодья принадлежащие церкви были распределены среди безземельных хозяйств села и малоземельных. 27 июля 1931 года был образован колхоз «Светлый луч».
После начала Великой Отечественной войны в 1941 году с приближением вражеских войск была произведена эвакуация скота в глубокий тыл страны. В сентябре 1943 года немцы, отступая, сожгли все бывшие колхозные постройки. 23 сентября 1943 года село было освобождено от захватчиков.
В 1950 году начато строительство электростанции на реке Судость, совместно с колхозом «Ленинский путь», и к 1954 году все дома села были электрифицированы.
В мае 2013 года началось восстановление православного храма.

## Население
| 2010 | 2013 |
| ---- | ---- |
| 494  | ↘473 |

## Известные жители
- Стафеев, Григорий Исаевич
- Середа, Семён Пафнутьевич